# Glugea hertwigi
Glugea hertwigi är en svampart. Glugea hertwigi ingår i släktet Glugea och familjen Glugeidae.   Inga underarter finns listade i Catalogue of Life.